# Ultimatum britannico del 1890

La Mappa rosa: le aree in pretesa da parte del Portogallo prima dell'Ultimatum britannico.

L'ultimatum britannico del 1890 fu un ultimatum dato dal governo britannico l'11 gennaio 1890 al Portogallo. L'ultimatum costrinse alla ritirata le forze militari portoghese dalle aree che essi pretendevano sulla base di scoperte storiche e recenti esplorazioni, ma che il Regno Unito occupava effettivamente. Il Portogallo aveva in pretesa una vasta area di terra tra le colonie del Mozambico e dell'Angola tra cui gran parte degli odierni Zimbabwe, Zambia e Malawi, che erano stati compresi nella "Mappa rosa" portoghese. Alcuni storici ritengono che l'obiezione britannica alle pretese portoghesi fosse sorta per l'aspirazione dell'Inghilterra a creare la Ferrovia Città del Capo-Il Cairo per collegare le sue colonie nell'Africa meridionale sino al mar Mediterraneo. Questo fatto non era gradito in quanto, nel 1890, la Germania già controllava l'Africa Orientale Tedesca (attuali Tanzania, Ruanda e Burundi) e poi perché gli inglesi avevano i medesimi interessi nella medesima zona.

Una mappa che mostra il controllo incompleto britannico delle strade che conducono da Città del Capo al Cairo, nel 1913.
Colonie britanniche
Colonie portoghesi

     Colonie britanniche
     Colonie portoghesi

## Lo sfondo dell'Ultimatum
All'inizio del XIX secolo, la presenza portoghese in Africa a sud dell'equatore era limitata all'Angola, al Luanda ed al Benguela oltre ad altri piccoli avamposti, tra cui Ambriz ed Mozambico sull'isola omonima, oltre ad una serie di porti costieri come la Baia di Delagoa, Prazo e la valle dello Zambesi I primi mutamenti avvennero nella seconda metà dell'Ottocento, in particolare quando la Repubblica del Transvaal nel 1868 pretese la Baia di Delagoa. Anche se già dal 1869 il Portogallo ed il Transvaal avevano raggiunto un accordo sui confini, assegnando l'intera Baia di Delagoa ai portoghesi, la Gran Bretagna mosse delle obiezioni pretendendone la parte meridionale, obiezione che però non venne presa in considerazione dal presidente francese Patrice de Mac-Mahon che era stato chiamato quale arbitro della questione. Un secondo cambiamento pervenne dalla fondazione da parte della Germania di una colonia ad Angra Pequena, oggi nota come Lüderitz, in Namibia, nel 1883. Anche se l'area non era interessata dalla presenza portoghese, il Portogallo aveva preteso quella stessa area sulla base di averla scoperta.
Una disputa molto più seria sorse nell'area della valle dello Zambesi e del Lago Nyasa. Il Portogallo aveva occupato la costa del Mozambico dal XVI secolo e dal 1853 il governo portoghese si era imbarcato in una serie di campagne militari per riportare la valle dello Zambesi sotto l'effettivo controllo portoghese. Verso la metà del XIX secolo, le aree a sud e ad ovest del lago Nyasa (oggi lago Malawi) vennero esplorate da David Livingstone e vi vennero fondate molte missioni presbiteriane presso le Shire Highlands nei decenni successivi. Nel 1878 la Compagnia dei Laghi Africani venne fondata proprio da un uomo d'affari collegato alle missioni presbiteriane, con l'intento di lavorare a stretto contatto coi missionari e per combattere la tratta degli schiavi con l'introduzione di un commercio aperto e sviluppare l'influenza europea nell'area. A questo scopo venne aperta un'ulteriore piccola missione a Blantyre nel 1876.
Il Portogallo dal canto suo tentò di portare avanti le proprie pretese territoriali nell'area con tre spedizioni guidate da Alexandre de Serpa Pinto, la prima dal Mozambico nell'area est dello Zambesi nel 1869, poi dal Congo e dall'alto Zambesi sino all'Angola nel 1876 ed infine attraversando l'Africa dall'Angola nel 1877-79. Queste spedizioni vennero portate avanti tutte con l'intento di pretendere l'area compresa tra Mozambico ed Angola. Dopo le esplorazioni di Serpa Pinto, il governo portoghese nel 1879 formalizzò ufficialmente le proprie pretese sull'area a sud ed a est del fiume Ro (attuale confine sud-orientale del Malawi) e nel 1882 occupò la bassa valle del fiume Shire così come quella del Ruo. I portoghesi quindi chiesero al governo britannico di accettare le loro pretese territoriali, ma l'apertura della Conferenza di Berlino del 1884-85 pose fine alle discussioni. Gli sforzi del Portogallo di stabilire questo corridoio di influenza tra l'Angola ed il Mozambico vennero stralciate da uno degli Atti Generali della Conferenza di Berlino che indicava l'effettiva occupazione delle aree più valida rispetto alle ragioni di pretese storiche o sulla base delle esplorazioni come intendeva il Portogallo.
Per convalidare le pretese portoghesi, Serpa Pinto venne nominato console a Zanzibar nel 1884, e gli venne affidata la missione di esplorare la regione tra il lago Nyasa e la costa dallo Zambesi al fiume Rovuma per assicurarsi l'alleanza dei capi tribù dell'area. La sua spedizione raggiunse il lago Nyasa e le colline dello Shire, ma non riuscì a creare dei trattati di protezione coi capi dei territori ad ovest del lago. A nord ovest del lago Nyasa presso Karonga, la Compagnia dei Laghi Africani concluse, o pretese di aver concluso, dei trattati coi capi locali tra il 1884 ed il 1886.
Malgrado la Conferenza di Berlino, l'idea di una zona portoghese trans-africana non venne abbandonata, e per aiutare a crearla, il Portogallo siglò dei trattati con Francia e Germania nel 1886. Il trattato concluso con l'Impero tedesco disponeva le pretese portoghesi lungo il corso dello Zambesi, collegando Angola e Mozambico in quella che divenne nota come la Mappa rosa che venne approvata anche dal ministro degli esteri portoghese. A nord dello Zambezi, le pretese portoghesi trovarono l'opposizione sia della Compagnia dei Laghi Africani sia dei missionari. La principale opposizione alle azioni dei portoghesi proveniva da Cecil Rhodes, il fondatore della British South Africa Company nel 1888. Sul finire del 1888, il Foreign Office britannico declinò l'offerta di proteggere alcuni piccoli insediamenti inglesi sulle colline dello Shire, ma non poté accettare l'espansione dell'influenza portoghese nell'area e per questo nel 1889 nominò Henry Hamilton Johnston al ruolo di console britannico in Mozambico e nei territori interni, istruendolo di riportare tutti i passi del governo portoghese nelle valli dello Zambesi e dello Shire. Egli ottenne anche la possibilità di concludere dei trattati coi locali per evitare che lo facesse il Portogallo.

## L'Ultimatum
Nel 1888, il governo portoghese diede istruzione ai suoi rappresentanti in Mozambico di realizzare dei trattati di protezione presso i capi delle tribù Yao a sud-est del lago Nyasa e sulle colline dello Shire. Vennero organizzate due spedizioni, una al comando di António Maria Cardoso, governatore di Quelimane che ebbe luogo nel novembre del 1888 verso il lago Nyasa; la seconda spedizione, comandata da Serpa Pinto, (divenuto nel frattempo governatore del Mozambico) si mosse dalla valle dello Shire. Con le due spedizioni vennero conclusi oltre 20 trattati coi capi dell'attuale Malawi. Serpa Pinto incontrò Johnston nell'agosto del 1889 a ovest di Ruo, quando Johnston lo avvisò di non attraversare il fiume verso le colline dello Shire. Anche se in precedenza Serpa Pinto aveva agito con cautela, egli attraverso il Ruo a Chiromo, attuale Malawi, nel settembre del 1889. Questa incursione portò ad un conflitto armato tra le truppe portoghesi guidate da Serpa Pinto e la tribù dei Makololo l'8 novembre 1889 presso il fiume Shire.
Dopo questo scontro minore, il vice console di Johnston, John Buchanan, accusò il Portogallo di voler ignorare gli interessi britannici nell'area e dichiarò un protettorato inglese sulle colline dello Shire dal dicembre del 1889, malgrado le istruzioni contrarie. Poco dopo questi fatti, Johnston stesso dichiarò un ulteriore protettorato sull'area ovest del lago Nyasa (sempre contro le istruzioni ricevute), anche se i due protettorati vennero successivamente sciolti dal Foreing Office britannico. Queste azioni formarono l'antefatto della crisi anglo-portoghese nella quale gli inglesi si rifiutarono di ricorrere ad un arbitraggio esterno ed inviarono l'ultimatum del 1890.
Col termine di Ultimatum del 1890 dunque ci si riferisce ad un memorandum inviato al governo portoghese da Lord Salisbury l'11 gennaio 1890 nel quale egli domandava il ritiro delle truppe portoghesi dal Mashonaland e dal Matabeleland (attuale Zimbabwe) e dalla regione dello Shire-Nyasa (oggi Malawi), dove gli interessi portoghesi e britannici in Africa si contendevano. L'ultimatum implicitamente ricordava come ormai fosse l'Inghilterra a vantare delle pretese sull'area:
"Ciò che il governo di Sua Maestà richiede e sul quale insiste è questo: le istruzioni telegrafiche vengano inviate al governatore del Mozambico che si facciano ritirare tutte le forze militari portoghesi che attualmente si trovano nello Shire o nel Makololo o nel territorio Mashona. Il governo di Sua Maestà ritiene che senza questo gesto tutte le rassicurazioni fatte dal governo portoghese siano da considerarsi vane ed illusorie.
Mr. Petre con queste istruzioni è obbligato a lasciare Lisbona una volta che tutti i membri della legazione avranno avuto una risposta soddisfacente e sul far della sera una nave di Sua Maestà lo attenderà in attesa di ordini."
Il Mr. Petre menzionato era l'ambasciatore britannico a Lisbona.

## Dopo l'Ultimatum
Anche se l'ultimatum richiedeva che il Portogallo cessasse le proprie attività di disputa nell'area, non vi furono dei chiari segnali da parte dell'Inghilterra di voler occupare l'area. Agenti di Rhodes erano attivi nel Mashonaland e nel Manicaland ed in quello che è oggi lo Zambia orientale, e John Buchanan assicurò il governo britannico sulle alture dello Shire. Vi furono dei piccoli scontri tra le truppe portoghesi ancora presenti nel Manicaland e gli uomini di Rhodes tra il 1890 ed il 1891, che cessarono solo quando alcune aree che appartenevano ai confini portoghesi vennero assegnate alla South Africa Company con un trattato, mentre al Portogallo vennero assegnate più terre nella valle dello Zambesi come compensazione delle perdite subite.
Quando il Portogallo accondiscese alle richieste britanniche, questo fatto venne sentito come un'umiliazione nazionale da parte dei repubblicani in Portogallo, che denunciarono il re come responsabile dell'atto. Il governo cadde ed António de Serpa Pimentel venne nominato primo ministro. L'ultimatum britannico ispirò il testo originario dell'inno nazionale portoghese, "A Portuguesa". L'ultimatum del 1890 venne considerato dagli storici portoghesi e dai politici del tempo come la più infame ed oltraggiosa tra le azioni compiute dalla Gran Bretagna contro il suo più antico alleato. Ovviamente le ragioni che Lord Salisbury ed il suo governo portarono avanti erano intenzionate unicamente a terrorizzare il Portogallo impedendogli di occupare il Manicaland e le alture dello Shire che erano interessate dall'influenza inglese.
Nel tentativo di raggiungere un accordo sui confini dei possedimenti portoghesi in Africa, il Trattato di Londra definì i confini dell'Angola e del Mozambico e venne siglato il 20 agosto 1890 dal Portogallo e dal Regno Unito. Il trattato venne pubblicato nel Diário do Governo il 30 agosto e presentato al parlamento in quello stesso giorno, portò ad una nuova ondata di proteste ed alla caduta del governo portoghese. Non solo l'accordo non venne mai ratificato dal parlamento portoghese, ma anche Cecil Rhodes si opponeva a questo trattato. Venne quindi negoziato un nuovo trattato che diede al Portogallo più territori nella valle dello Zambesi dal 1890, ma quella che attualmente è la provincia del Manicaland dello Zimbabwe passò definitivamente sotto il controllo britannico. Questo trattato venne siglato a Lisbona l'11 giugno 1891 e, oltre a definire la libertà di navigazione sui fiumi Zambesi e Shire ma permise anche agli inglesi di attraccare al porto di Chinde alla foce dello Zambesi.
Sebbene l'ultimatum del 1890 avesse minato le relazioni anglo-portoghesi, con lo scoppio delle guerre boere il Regno Unito firmò con il 14 ottobre 1899 il trattato di Windsor, che riaffermava i precedenti trattati dell'alleanza e impegnava la Gran Bretagna a difendere le colonie portoghesi da possibili nemici; in cambio, il Portogallo accettò di interrompere la fornitura di armi al Transvaal attraverso Lourenço Marques e di dichiarare la propria neutralità nel conflitto.
L'ultimatum del 1890 si disse fu una delle cause principali che portarono alla rivoluzione repubblicana che pose fine alla monarchia in Portogallo 20 anni più tardi.